# Fontaine-Bellenger
Pour les articles homonymes, voir Fontaine et Bellenger.
Fontaine-Bellenger est une commune française située dans le département de l'Eure en région Normandie. Les Bérengeois en sont les habitants.

## Géographie

### Localisation
Fontaine-Bellenger est localisée à l'extrême pointe nord du plateau de Madrie qui est situé à l'est du département de l'Eure. Le plateau de Madrie sépare les vallées de la Seine et de l'Eure. Le village est construit sur un plateau culminant à plus de 150 mètres d'altitude. La superficie de la commune est de 496 hectares. Diverses sources sont localisées dans le village dont l'une alimente le lavoir. Ces points d’eau ont favorisé le déplacement du village qui était situé à l’origine à côté de l’actuel cimetière.
Hameaux : Gournay, Ingremare.
| Heudebouville | Heudebouville      |                                             |
| Acquigny      | Fontaine-Bellenger | Venables                                    |
|               | Ailly              | Le Val d'Hazey (comm. dél. de Vieux-Villez) |

### Hydrographie
La commune est située dans le bassin Seine-Normandie. Elle est drainée par le fossé 01 de la commune de Ailly, le fossé 01 de la commune de Fontaine-Bellenger et le fossé 02 de la commune de Fontaine-Bellenger,,.
Le fossé 01 de la commune d'Ailly, d'une longueur de 10 km, prend sa source dans la commune d'Ailly et se jette  dans la Seine à Trois Lacs, après avoir traversé cinq communes.

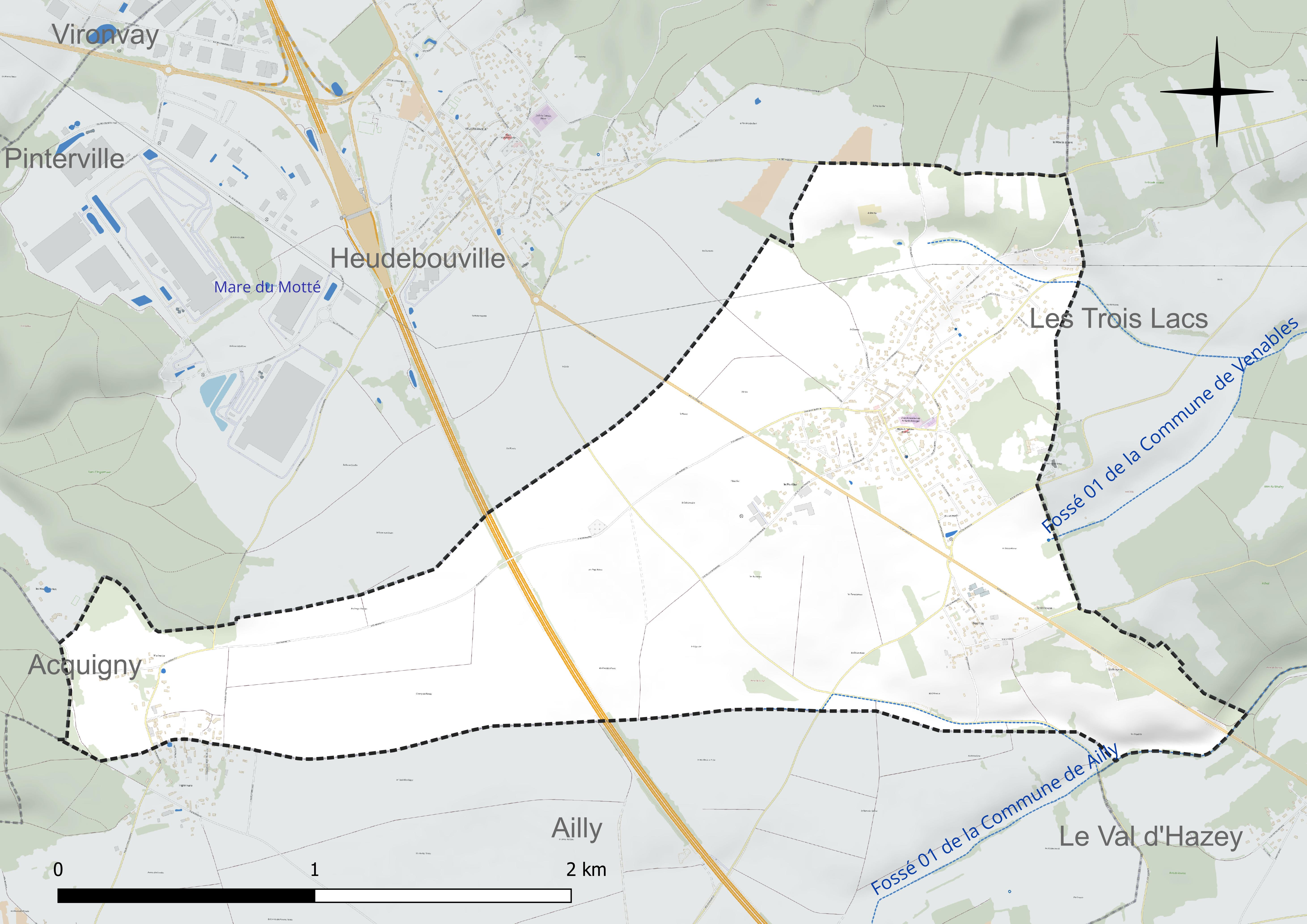
Réseau hydrographique de Fontaine-Bellenger.

### Climat
Pour des articles plus généraux, voir Climat de la Normandie et Climat de l'Eure.
En 2010, le climat de la commune est de type climat océanique dégradé des plaines du Centre et du Nord, selon une étude du CNRS s'appuyant sur une série de données couvrant la période 1971-2000. En 2020, Météo-France publie une typologie des climats de la France métropolitaine dans laquelle la commune est exposée à un climat océanique et est dans la région climatique  Côtes de la Manche orientale, caractérisée par un faible ensoleillement (1 550 h/an) ; forte humidité de l’air (plus de 20 h/jour avec humidité relative > 80 % en hiver), vents forts fréquents. Parallèlement le GIEC normand, un groupe régional d’experts sur le climat, différencie quant à lui, dans une étude de 2020, trois grands types de climats pour la région Normandie, nuancés à une échelle plus fine par les facteurs géographiques locaux. La commune est, selon ce zonage, exposée à un « climat des plateaux abrités », correspondant aux plaines agricoles de l’Eure, avec une pluviométrie beaucoup plus faible que dans la plaine de Caen en raison du double effet d’abri provoqué par les collines du Bocage normand et par celles qui s’étendent sur un axe du Pays d'Auge au Perche.
Pour la période 1971-2000, la température annuelle moyenne est de 10,3 °C, avec  une amplitude thermique annuelle de 14,3 °C. Le cumul annuel moyen de précipitations est de 698 mm, avec 11,3 jours de précipitations en janvier et 8,2 jours en juillet. Pour la période 1991-2020, la température moyenne annuelle observée sur la station météorologique la plus proche, située sur la commune de Muids à 5 km à vol d'oiseau, est de 12,0 °C et le cumul annuel moyen de précipitations est de 609,1 mm,. Pour l'avenir, les paramètres climatiques de la commune estimés pour 2050 selon différents scénarios d’émission de gaz à effet de serre sont consultables sur un site dédié publié par Météo-France en novembre 2022.

## Urbanisme

### Typologie
Au 1er janvier 2024, Fontaine-Bellenger est catégorisée bourg rural, selon la nouvelle grille communale de densité à 7 niveaux définie par l'Insee en 2022.
Elle est située hors unité urbaine. Par ailleurs la commune fait partie de l'aire d'attraction de Louviers, dont elle est une commune de la couronne,. Cette aire, qui regroupe 44 communes, est catégorisée dans les aires de 50 000 à moins de 200 000 habitants,.

### Occupation des sols
L'occupation des sols de la commune, telle qu'elle ressort de la base de données européenne d’occupation biophysique des sols Corine Land Cover (CLC), est marquée par l'importance des territoires agricoles (79,4 % en 2018), en diminution par rapport à 1990 (82,2 %). La répartition détaillée en 2018 est la suivante : 
terres arables (58,8 %), zones agricoles hétérogènes (14,9 %), zones urbanisées (11,6 %), prairies (5,6 %), forêts (5,2 %), espaces verts artificialisés, non agricoles (3,8 %). L'évolution de l’occupation des sols de la commune et de ses infrastructures peut être observée sur les différentes représentations cartographiques du territoire : la carte de Cassini (XVIIIe siècle), la carte d'état-major (1820-1866) et les cartes ou photos aériennes de l'IGN pour la période actuelle (1950 à aujourd'hui).

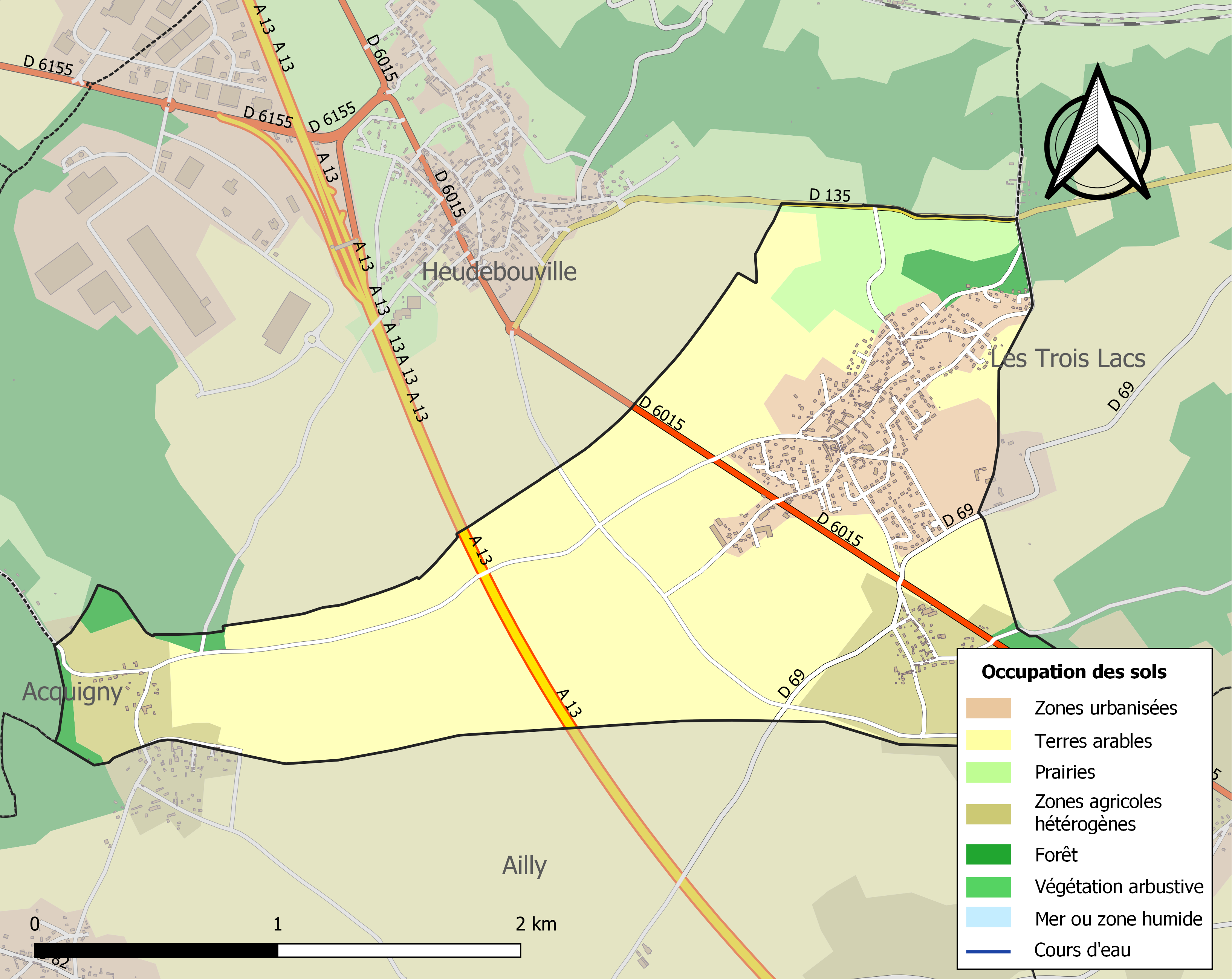
Carte des infrastructures et de l'occupation des sols de la commune en 2018 (CLC).

## Toponymie
Le nom de la localité est attesté sous la forme Fontana Berengerii vers 1025 (charte de Richard II), Fontana Berengarii en 1027, Fontaine Béranger en 1738, Fontaine Bellinger en  1782 (Dictionnaire des postes).
Une fontaine est d'abord le lieu d'une source, d'une « eau vive qui sort de terre », selon le premier dictionnaire de l'Académie française.
Bellenger: variante de Bérenger et de Béranger, nom de personne d'origine germanique.

## Histoire
Fontaine-Bellenger, autrefois « Berranger », fut érigée en paroisse sous la dédicace de saint Eutrope et saint Quentin.
La première église de Fontaine-Bellenger était au centre du cimetière actuel et le village était bâti autour ; on peut voir encore de nos jours les vestiges des fondations de l’église. Tout ceci est très ancien puisqu’on a trouvé des restes mérovingiens en creusant les sépultures.
C’est au XVe siècle que l’église fut transférée où elle se trouve actuellement, à 1 km de la première. La grande fenêtre du chevet date de cette époque. Deux petits collatéraux surajoutés pour son agrandissement lui ont retiré son caractère ancien. Dans le mobilier de l’église, nous trouvons une toile du XVIIe siècle représentant le martyre de saint Quentin, une autre du XVIIIe siècle représentant la crucifixion et un bénitier du XVe siècle.
Dans la liste des nombreuses donations faites à l’abbaye de Fécamp en 1207 par le duc de Normandie Richard II, on trouve le domaine de Fontaine-Bellenger. L’année suivante, Jean, abbé de Fécamp, échangea la terre de Fontaine-Bellenger avec Emma, fille d’Eudes, comte de Chartres, mariée à Guillaume IV, dit « Fier-à-bras », comte de Poitiers. Cet échange n’eut pas de suite (ou ne concernait qu’une faible partie de son territoire) car ce village est resté constamment annexé à la baronnie d'Heudebouville, que l’abbaye de Fécamp conserva jusqu’à la Révolution de 1789.
Les différents fiefs de Fontaine-Bellenger étaient les suivants : Bon Val, Gournay, Grestain, Ingremare, Le Val Tesson.
- Bonval[22]

Français de Caradas, sieur de Bonval, figure sur les registres paroissiaux de Venables, le 18 octobre 1628.
Marguerin de Caradas était parrain à Louviers le 14 mai 1628.
Marguerin de Caradas, sieur de Bonval, avait épousé Jeanne Thorel, qui fut marraine à Louviers en 1638. Il contracta une seconde alliance avec Jeanne Auber.
Hilaire Français de Caradas, sieur de Bonval, est cité en 1655 ; il mourut le 11 mai 1702. Âgé d’environ 70 ans, il fut inhumé dans la chapelle seigneuriale de Fontaine-Bellenger.
Le blason des Caradas représentait trois croissants argent sur fond azur.
- Gournay[22]

Gournay était une vavassorie, appartenant en 1531 à Gilles Du Mesnil, qui la vendit à Antoine Caradas. Elle passa ensuite aux chanoines de Beauvais qui donnaient chaque année, à la Saint-Michel, 50 sous aux moines de Fécamp.
- Grestain[22]

L'abbaye de Grestain possédait à Fontaine-Bellenger un fief dit « Le Petit Grestain » qu'elle conserva jusqu'à la Révolution.
- Ingremare[22]

Il en est fait mention dans une charte de 1245.
Gabriel Le Page, sieur de Fiamare et probablement d'Ingremare fut maintenu de noblesse le 23 juillet 1666. Il portait « blason d'azur à quatre burelles d'or, au lion de sable armé de gueules ». Son fils Robert, sieur d'Ingremare, épousa le 8 juillet 1672 Anne Langlois. Le 12 mai 1700, cette dame était séparée quant aux biens de son mari.
Nicolas Le Page, sieur d'Ingremare, est cité dans un acte de 1723 (était vraisemblablement le fils de Thomas Le Page, frère de Gabriel, cité en 1666). Il eut pour seul héritier messire Charles Le Page, prêtre, curé de Condé-Northen, diocèse de Metz, qui vendit en 1739 à Jean-Pierre Le Pesant, seigneur de Maupertuis, des terres à Ailly et Fontaine-Bellenger.
- Le Val Tesson[22]

Le 24 janvier 1631, Jacques de Caradas, sieur de Val Tesson, âgé de 35 ans environ, fut inhumé dans l'église Notre-Dame de Venables.
Dépendances de Fontaine-Bellenger
- Le Bonval
- Grestain
- Le Bout de la Ville
- Ingremare
- Les Bruyères
- Marinette
- Les Cabots
- Le Pisallet
- Le Clos de Gournay
- Le Val d'Ailly
- Le Galardon
- Le Val Tesson
- Gournay

## Politique et administration
| Période                                  | Période  | Identité             | Étiquette | Qualité           |
| ---------------------------------------- | -------- | -------------------- | --------- | ----------------- |
| 2008                                     | En cours | Jean-Claude Duplouis | SE        | Retraité agricole |
| 2001                                     | 2008     | Loïc Chauvière       |           |                   |
| 1983                                     | 2001     | Paulette Laroche     |           |                   |
| 1955                                     | 1983     | Etienne Lemeilleur   |           |                   |
| 1929                                     | 1955     | Marcel Artus         |           |                   |
| 1919                                     | 1929     | Georges Picard       |           |                   |
| 1904                                     | 1919     | Léon Renoult         |           |                   |
| 1884                                     | 1904     | Jules Marquais       |           |                   |
| Les données manquantes sont à compléter. |          |                      |           |                   |
| ca 1820/1830                             |          | Pinchon              |           |                   |
| Les données manquantes sont à compléter. |          |                      |           |                   |

## Démographie
L'évolution du nombre d'habitants est connue à travers les recensements de la population effectués dans la commune depuis 1793. Pour les communes de moins de 10 000 habitants, une enquête de recensement portant sur toute la population est réalisée tous les cinq ans, les populations de référence des années intermédiaires étant quant à elles estimées par interpolation ou extrapolation. Pour la commune, le premier recensement exhaustif entrant dans le cadre du nouveau dispositif a été réalisé en 2007.

En 2022, la commune comptait 1 089 habitants, en évolution de −3,97 % par rapport à 2016 (Eure : −0,25 %, France hors Mayotte : +2,11 %).
| 1793 | 1800 | 1806 | 1821 | 1831 | 1836 | 1841 | 1846 | 1851 |
| ---- | ---- | ---- | ---- | ---- | ---- | ---- | ---- | ---- |
| 425  | 462  | 470  | 445  | 437  | 418  | 421  | 382  | 384  |

| 1856 | 1861 | 1866 | 1872 | 1876 | 1881 | 1886 | 1891 | 1896 |
| ---- | ---- | ---- | ---- | ---- | ---- | ---- | ---- | ---- |
| 381  | 337  | 318  | 322  | 271  | 260  | 269  | 245  | 237  |

| 1901 | 1906 | 1911 | 1921 | 1926 | 1931 | 1936 | 1946 | 1954 |
| ---- | ---- | ---- | ---- | ---- | ---- | ---- | ---- | ---- |
| 234  | 232  | 233  | 189  | 196  | 227  | 229  | 253  | 206  |

| 1962 | 1968 | 1975 | 1982 | 1990 | 1999 | 2006 | 2007 | 2012  |
| ---- | ---- | ---- | ---- | ---- | ---- | ---- | ---- | ----- |
| 247  | 263  | 265  | 559  | 712  | 812  | 945  | 964  | 1 061 |

| 2017  | 2022  | - | - | - | - | - | - | - |
| ----- | ----- | - | - | - | - | - | - | - |
| 1 150 | 1 089 | - | - | - | - | - | - | - |

## Culture locale et patrimoine

### Lieux et monuments
- Église Saint-Quentin	[27] XIVe siècle, remaniée XVIIe siècle : toiles XVIIe siècle et XVIIIe siècle, bénitier et statues du XVe siècle. Vestiges de l'ancienne église dans le cimetière.
- Manoir[28] à Ingremare. Colombier du XVIIIe siècle.
- Prieuré de Bénédictins[29], cité en 1577 (pour mémoire car détruit), dépendant de l'abbaye de Lyre
- Lavoir.

### Patrimoine naturel

#### Site classé
- L'if situé dans le cimetière  Site classé (1928)[30]

#### Site inscrit
- Les falaises de l'Andelle et de la Seine  Site inscrit (1981)[31].

### Héraldique
|  | Les armes de la ville se blasonnent ainsi : d’azur au croissant d’argent surmonté de deux mitres d’or ornées de gueules. |